# Seal (musiker)
Seal Henry Olusegun Adeola Samuel, född 19 februari 1963 i London, är en brittisk sångare och musiker. Hans föräldrar var Adebisi Samuel, född i Nigeria och Francis Samuel, från Brasilien. Han har sålt mer än 20 miljoner album världen över och är känd för låtar som Kiss from a Rose, Crazy och Get it together. Seal betraktas som Englands största soulsångare under 1990-talet och har nominerats till mer än ett dussin Grammys och vunnit fyra av nomineringarna, samt nominerats till och vunnit flera övriga musikpriser inklusive tre Brit Awards. Han har tidigare varit gift med den tysk-amerikanska fotomodellen Heidi Klum och de har delad vårdnad om fyra barn tillsammans.

## Uppväxt och liv som ung vuxen
Seals mor Adebisi Samuel adopterade bort honom till en vit fosterfamilj i Essex för att sedan, när han fyllt fyra år, återfå vårdnaden och ta med honom tillbaka till London. Hon blev sedan deporterad tillbaka till Nigeria på grund av sjukdom och inte längre kunde ta hand om sonen, efter att han fyllt sex år, och han fick därefter bo med sin far Francis Samuel. Fadern, som var våldsam och misshandlade sonen med nävar och diverse tillhyggen, ville helst att sonen skulle bli läkare eller advokat, efter att Seal börjat sjunga slog fadern honom än värre. Seals första framträdande inför publik var när han, påhejad av en lärare som försökte övertyga honom om att han var en sångartalang, uppträdde för föräldrar och lärare på sin grundskola med låten Bright Sunshiny Day av Johnny Nash.
Han flydde sedan hemifrån i tonåren och levde som hemlös samtidigt som han gick kurser i arkitektur. Han kom hem efter några år för att ta med faderns aska utomlands för begravning. Sin mor har han knappt pratat med sedan dess. Han har i en intervju med The New York Times beskrivit sina föräldrar som bittra människor, men att han själv inte känner sig bitter över tillvaron.
Vid 23 års ålder drabbades han av diskoid lupus som har lämnat den för hans anlete karakteristiska ärrbildningen på kinderna. Han har uppgett att folk ofta tror att ärren är någon form av afrikanska stamtatueringar. Efter arkitektexamen försörjde han sig med ströjobb som elektriker, kläddesigner och sångare på diverse pubar och barer. Det var vid den här tiden som hans dåvarande flickvän till slut lyckades övertyga honom att satsa på musiken. Seal uppger att han har använt sin dödsångest och en rädsla för att misslyckas samt den kvarvarande smärtan efter olika händelser under uppväxten genom att kanalisera dem in i konstnärskapet:
| ” | Jag tror det oavsett konstform måste ha funnits motgångar åtminstone i början, det är vad som gör konsten, i alla fall så vitt jag ser det. Och det är inget man kommer över: när du har upplevt det bär du det alltid med dig. | „ |

Angående konstformen har han sagt:
| ” | Sången, rösten är något oberörbart för mig. Något gudomligt. Oavsett om det är den eller den genren, om det är nutida eller icke-nutida: så handlar det om sång. Sångerna är eviga. | „ |

Seal lever sedan 30-årsåldern enligt straight edge, det vill säga att han har valt bort droger och alkohol.

## Karriär som musiker

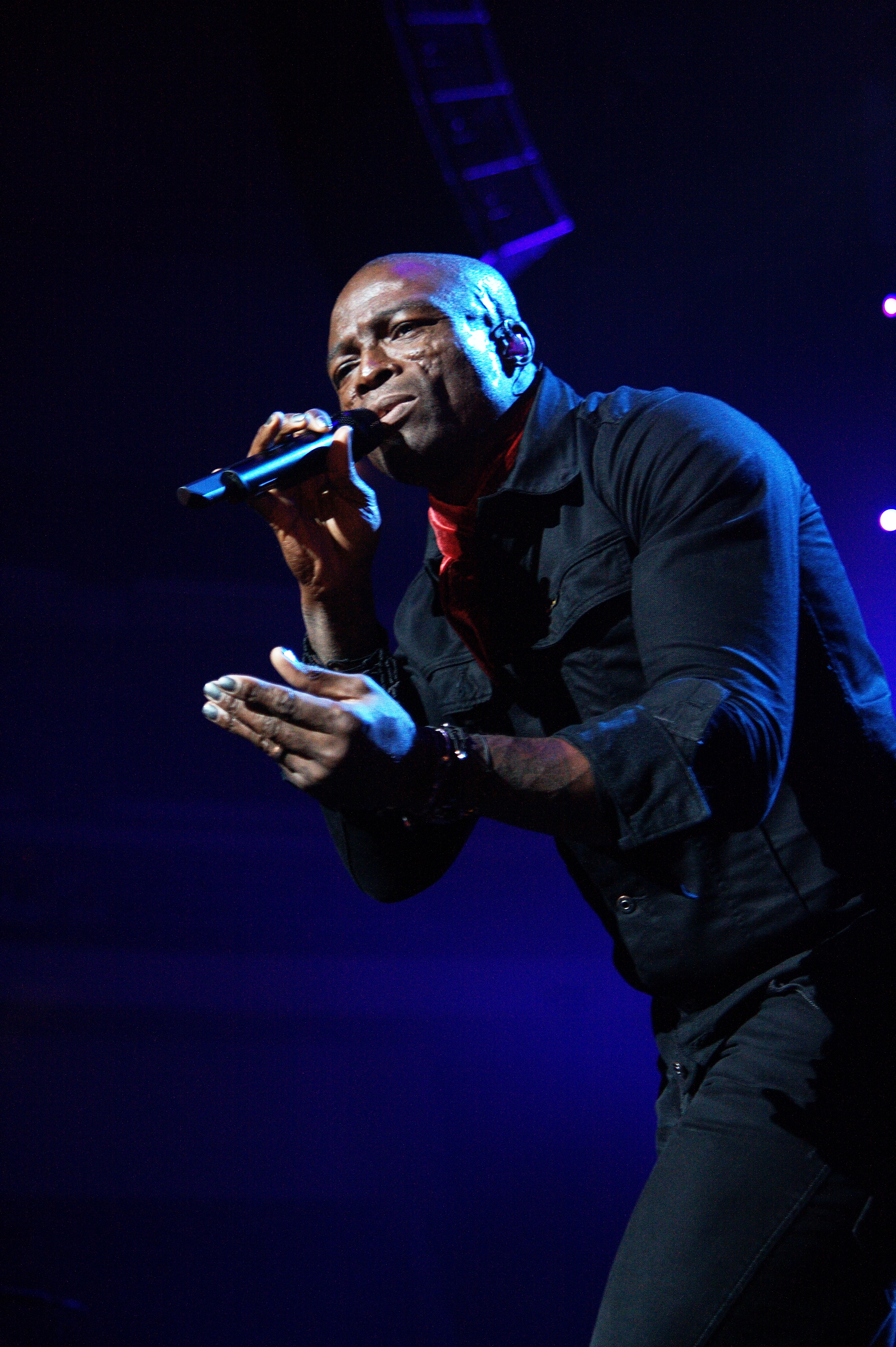
Seal i Hannover 2011

Han blev kontrakterad som sångare av det Londonbaserade funkbandet Push, som av sitt skivbolag blivit lovade tvåtusen pund om de genomförde en turné i Japan. På vägen hem blev han kvar i Bangkok och reste sedan runt i Asien, främst i Indien, men återvände då och då till Bangkok för att fylla på bankkontot eftersom han hade stående gig som bluessångare i den Thailändska huvudstaden. Det var under den tiden som han skrev ihop materialet till sitt debutalbum.
Seal slog därefter igenom tillsammans med den brittiska houseproducenten Adamski, som han träffat av en ren tillfällighet, med singeln Killer. Den blev en hit och låg etta på de brittiska topplistorna. Därefter kom han i kontakt med den Warner Brothers-associerade producenten Trevor Horn på ZTT Records som han skulle fortsätta samarbeta med och även med  managern Bob Cavallo. Albumet Seal från 1991 och hitlåten Crazy spelades friskt på amerikansk och brittisk radio och gav honom chansen att uppträda på Grammygalan. Albumet skulle komma att sälja i mer än 4 miljoner exemplar.
Han blev ännu mer känd i och med låten Kiss From a Rose från albumet Seal II släppt 1994 som bärgade tre priser på Grammygalan 1995. Seal hade börjat skriva på hiten redan 1988 i London, med rösten som enda hjälpmedel, under en period när han var luspank och led av hjärtesorg. Seal blev själv förvånad över hur framgångsrik låten blev, han tyckte egentligen inte själv att den var någonting särskilt och hans egen favorit från plattan är istället låten Prayer for the Dying.. Faktum är att producenten Trevor Horn hade velat ha med låten redan på debutalbumet 1991, medan Seal försökt övertyga honom att den inte var någonting att ha. Efter att ha floppat som singel försökte Horn få producenterna till filmen Batman Forever att ta med den som filmmusik, vilket misslyckades men regissören Joel Schumacher valde i alla fall att spela den under eftertexterna. Försäljningen tog fart på riktigt efter att Batman Forever gått upp på biograferna och slutade på över 4 miljoner album i USA och över 6 miljoner internationellt.
År 1996 gjorde han en cover på Steve Miller Bands låt Fly Like an Eagle, den kom med på soundtracket till filmen Space Jam. 1998 släppte han sedan albumet Human Being som inte blev någon större försäljningssuccé.
Albumet Seal IV från 2003 har enligt Boston Globe tydliga inslag av Motown. Seal meddelar också att albumet influerats av två av hans egna absoluta favoritskivor som även förändrat hans syn på livet och musiken, nämligen Marvin Gayes What's Going On om rasism och orättvisor i 1970-talets USA och Stevie Wonders Innervisions. Det långa uppehållet berodde delvis på att Seal hunnit spela in och kassera albumet Togetherland, enligt intervjun för att han inte upplevde att det höll måttet. Seal IV placerade honom återigen på 10-i-topplistan över sålda album i både USA och Storbritannien.

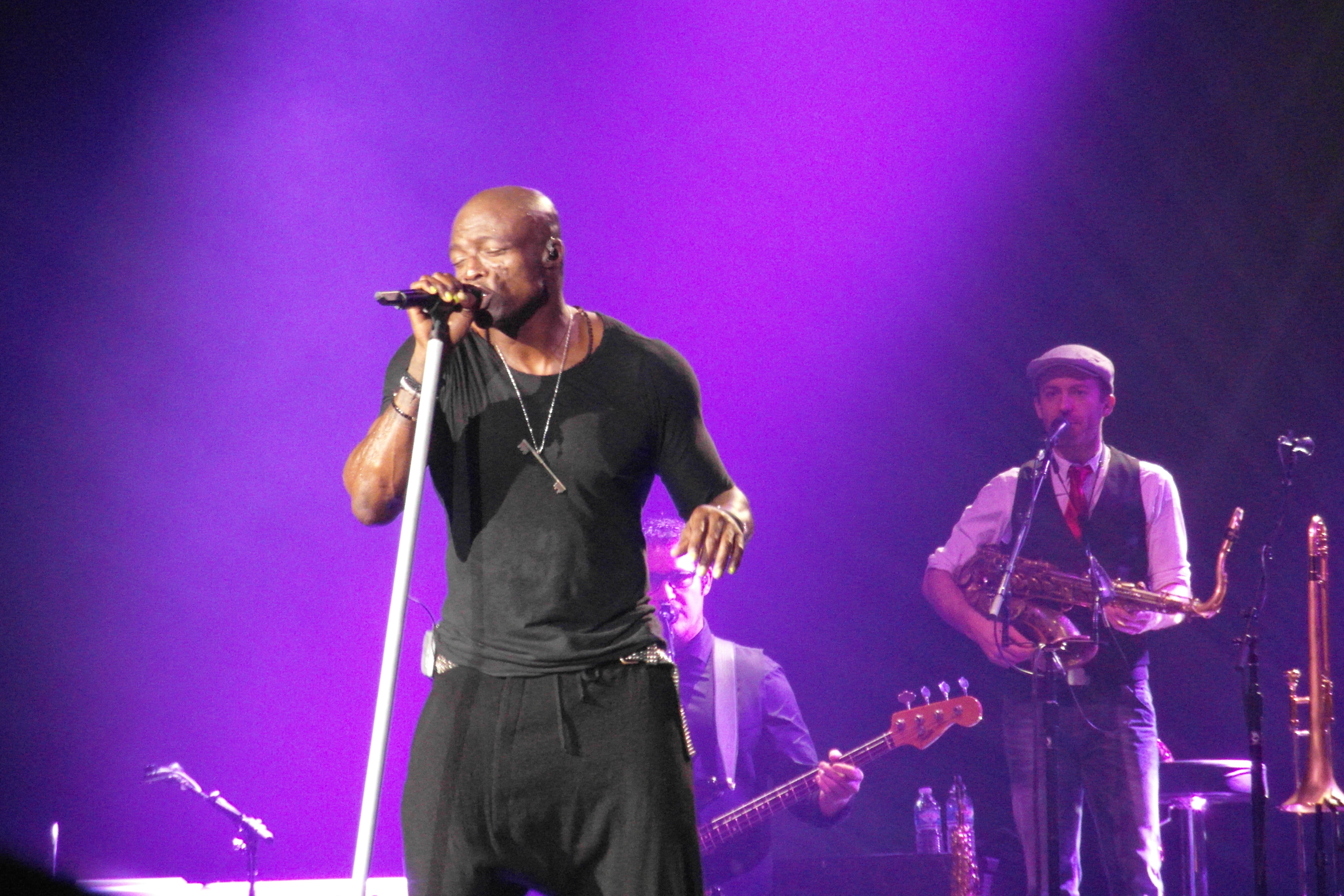
Konsert i Paris 2012

När han skulle spela in albumet Soul från 2008 bytte Seal producent till David Foster. Skivan som innehåller egna covers på kända soullåtar sålde över 4 miljoner exemplar. På skivan Commitment från 2010 samarbetar han igen med Foster, han har uppgett att albumet är inspirerat av relationen med Heidi Klum. Seal beskrev att han var tillfreds och att han i samband med inspelningsstart hade 41 mer eller mindre färdiga alster redo för studion, i bjärt kontrast till hans tidigare album där han menar att han fått kämpa hårt för att få fram tillräckligt med material för vart och ett av sina fullängdsalbum. 2011 Släpptes ytterligare en coverplatta under namnet Soul 2 producerad av både David Foster och Trevor Horn den här gången.
Albumet 7 från 2015 producerades återigen av Horn och det uppföljande albumet Standards från 2017, Seals tionde studioalbum med coverplattorna inräknade, producerades av Nick Patrick.

## TV-framträdanden
Seal har varit domare och coach i den australiensiska utgåvan av talangjakten The Voice 2012, 2013 och igen 2017. Han spelade Pontius Pilatus i TV-filmen The Passion från 2016 som är en dramatisering av Jesus sista tid på jorden. Som karaktären Leoparden har han varit en återkommande deltagare i underhållningsprogrammet The Masked Singer 2019.

## Priser och utmärkelser
Vid den trettioåttonde Grammygalan 1995 vann han för Kiss from a rose och albumet Seal II: årets låt, årets album och priset för årets insats som manlig artist i popgenren. Vid den femtiotredje galan 2010 vann han som en av flera artister pris för "bästa samarbetsinsats som popsångare" för sin medverkan på Herbie Hancocks album The Imagine Project med låten Imagine tillsammans med bland andra Pink. Seal har alltså vunnit i fyra fall av totalt 15 nomineringar.
Han har kammat hem tre Brit Awards inklusive en vinst 1992 för bästa album med debutalbumet Seal.

## Kontroversen i Tjetjenien
Seal kritiserades av Human Rights Watch för att ha deltagit i ett födelsedagsfirande för Tjetjeniens president Ramzan Kadyrov, tillsammans med Jean-Claude Van Damme och Hilary Swank som också fick motta kritik. Människorättsorganisationen krävde dels en ursäkt och dels att man skulle skänka de intjänade pengarna till välgörenhet. Ersättningen för den typen av framträdanden varierar mellan sex- och sjusiffriga dollarbelopp. Seal svarade med att uttrycka att han uppträtt främst för det tjetjenska folket och önskade man inte skulle dra in hans uppträdande som musiker i något politiskt spel.

## Privatliv

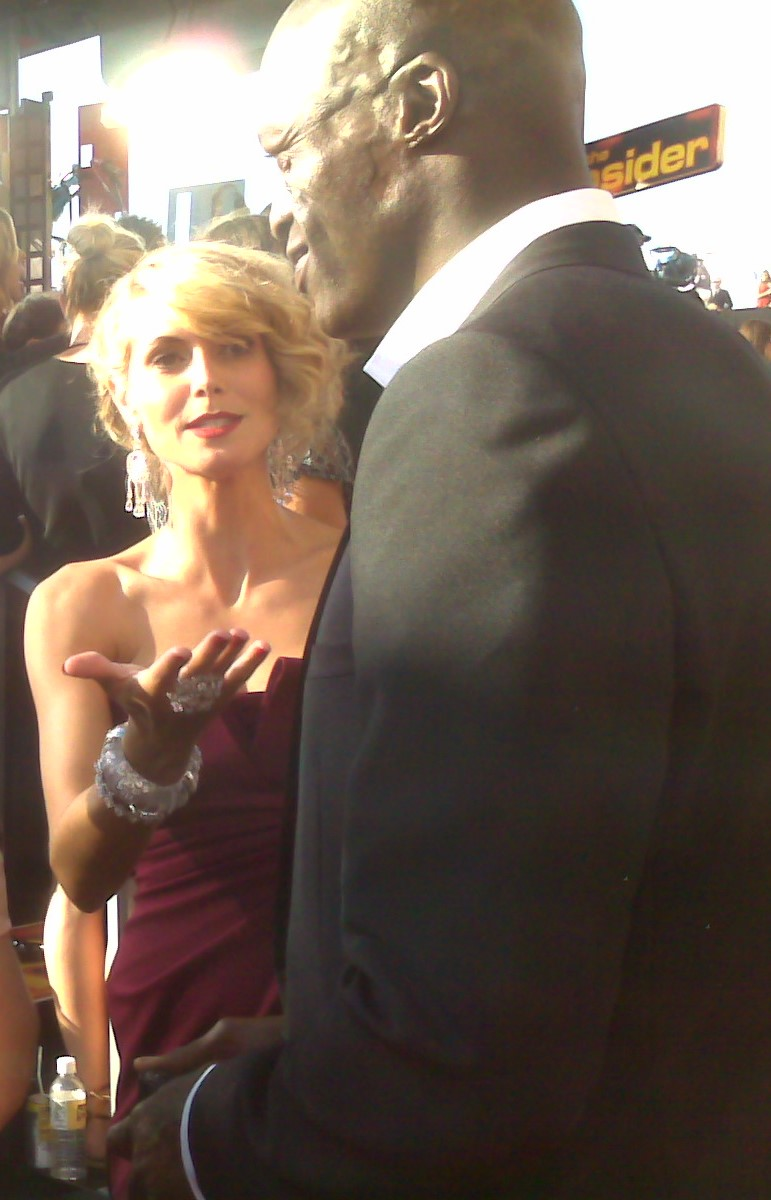
Seal och exmakan Heidi Klum

Vid 33 års ålder dejtade han modellen Tyra Banks medan han spelade in sin version av MTV Unplugged i New York. Trots att han beskrivit sig själv som en "hemmasittare" i en intervju med  The New York Times har hans arbete tagit honom från London till New York, Los Angeles och på långa världsturnéer. Snowboarding är annars en av hans favorithobbyer.
Seal började dejta den tyska supermodellen Heidi Klum 2004, hon var då gravid med den italienske företagaren och formel 1-mogulen Flavio Briatore. Klum har uttryckt att hon betraktar Seal som sin första dotters pappa och att Briatore inte har någon del i sin dotters liv. Seal som firade med champagne vid dotterns födsel i maj 2004 har sagt att det viktiga är vem som uppfostrar barnet och gör man det är man pappa. Han dedicerade också samlingsalbumet Best 1991-2004 till sin adoptivdotter. Seal friade till Klum i en för ändamålet särskilt byggd snögrotta högt upp på en bergssida i Whistler, Kanada. De gifte sig i Costa Careyes, Mexiko i maj 2005 och upprepade därefter sina äktenskapslöften på årsdagen av ceremonin varje år. Seal adopterade formellt Klums första dotter 2009 och tillsammans har de fått tre ytterligare barn, en son född 2005, en född 2006 och en dotter till född 2009. I januari 2012 meddelade man gemensamt att man skulle separera, men uppgav att man fortfarande stod på god fot med varandra. I april samma år började skilsmässoprocessen i en domstol i Los Angeles enligt standardmotiveringen irreconcilable differences. Processen slutfördes i oktober 2014, föräldrarna har sedermera setts på för barnen viktiga evenemang tillsammans.
Under Coronapandemin har Seal varvat växelvis vårdnad av barnen med cykelturer och arbetet med musiken. Han har sagt att han försöker att inte fokusera på nyhetsrapporteringen som han kallar sensationalistisk och deprimerande. Istället har han tittat på TED-föreläsningar och Youtubevideor och försökt knyta an med sina fans genom instagram. Han har anställt två trainees för att hjälpa honom hantera sin nya satsning på sociala medier. Han berättar också i intervjun med The New York Times att han för några år sedan gått i terapi för att kunna hantera sina barndomstrauman och hitta den version av sig själv han upplever att han tappat kontakt med som resultat av hat, skam- och skuldkänslor.

## Diskografi

### Studioalbum
- 1991 - Seal
- 1994 - Seal (även kallad Seal II)
- 1998 - Human Being
- 2003 - Seal (även kallad Seal IV)
- 2007 - System
- 2010 - Commitment (även kallad Seal VI)
- 2015 - 7
- 2017 - Standards

#### Osläppt
- 2001 - Togetherland

### Coveralbum
- 2008 - Soul
- 2011 - Soul 2

### Samlingsalbum
- 2004 - Best 1991-2004
- 2009 - Seal Hits

### Livealbum
- 2005 - Live in Paris
- 2006 - One Night to Remember
- 2008 - Live in Hattiesburg

### Unplugged-album
- 1991 - The Acoustic Session
- 1991 - Violet: Acoustic EP

### DVD:er
- 2004 - Videor - 1991 - 2004
- 2005 - Live in Paris
- 2005 - Live At the Point - 1992
- 2006 - One Night to Remember